# 中山區 (基隆市)

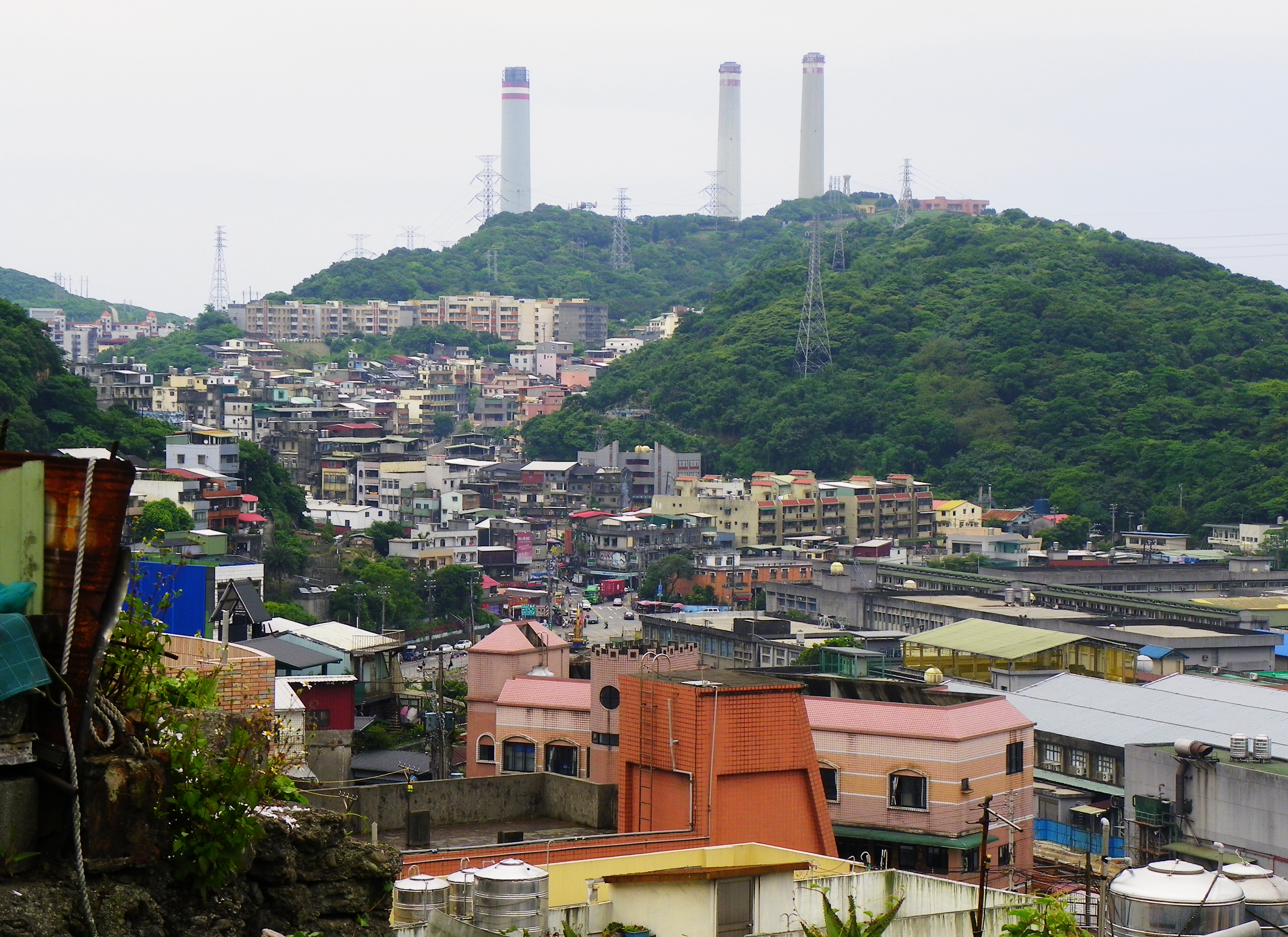
由健民街遠眺西北火號山（H133M/球子山/白米甕山）

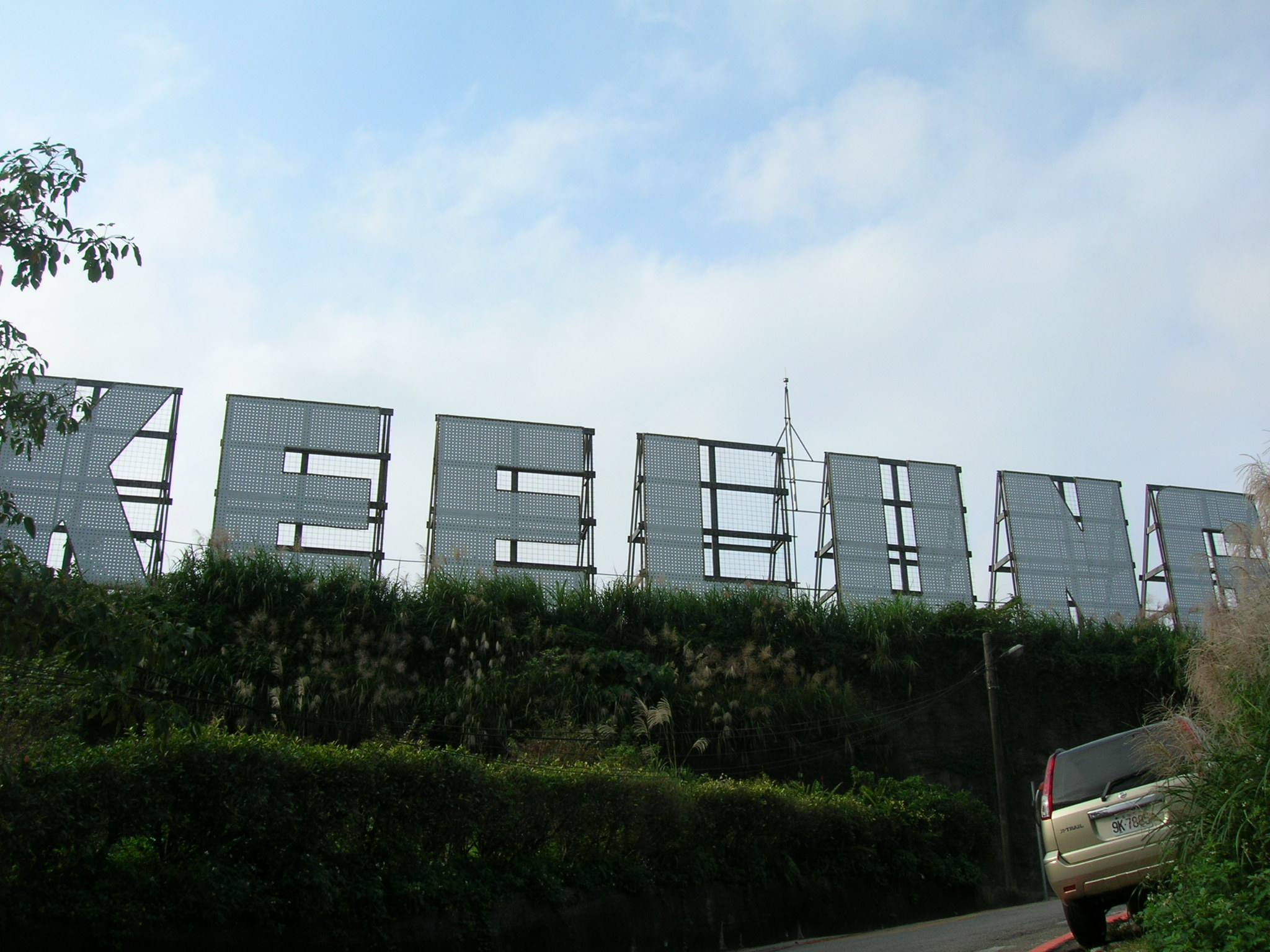
虎仔山上的「KEELUNG」英文字母地標看板

中山區位於臺灣基隆市北部，基隆港西岸，北瀕東海，地勢西北高東北低，主要地形為環繞起伏的低丘，是基隆港港埠設施的集中地。

## 歷史
戰後，統合日治時代昭和6年（1931年）町名改正設置的明治町、大正町、昭和町、仙洞町、內木山、外木山、大竿林設置第五區。1946年，以區內主要幹道中山一、二、三路而改稱為中山區。
1988年，因應基隆市政府進行的全市行政區劃範圍調整，中山、安樂兩區的轄域進行大規模調整，原屬安樂區的西定河東岸地區、以及大竿林一帶數改劃入中山區，使得中山區的轄域從基隆港西岸沿岸擴大至西定河谷地區。

## 人口
根據基隆市政府民政處統計，2024年底中山區戶數約2.1萬戶，人口約4.6萬人，區內人口最多與最少的里分別是和慶里與和平里，2024年底兩里人口分別為7,811人與466人，其中和慶里也是基隆市人口第三大里，其他區內人口較多的里包括德和里、中和里、德安里；人口密度最高與最低的里分別是和慶里與太白里，2024年底兩里人口密度分別為每平方公里19,601人與1,003人。

## 政治

### 區政組織
中山區公所是基隆市政府在中山區的派出機關，在中華民國政府架構中為市政府綜理區政的執行機關，上級業務監督機關為基隆市政府。区长由市長任命，其任期為無任期保障。在區長及秘書之下，設有4課1室等5個內部單位及1名人事管理員。中山區為基隆市第四選區，在基隆市議會31席市議員中，中山區共選出4席區域市議員（不包括平地原住民議員）。

### 行政區劃
中山區的行政區劃轄有新建里、安平里、安民里、中山里、民治里、中興里、仁正里、健民里、通化里、居仁里、通明里、和平里、仙洞里、太白里、協和里、文化里、德安里、德和里、中和里、和慶里、西康里、西定里、西華里、西榮里等24個里，共計520鄰。

## 教育

### 大專院校
- 德育護理健康學院

### 高級中學
- 天主教輔大聖心高級中學（完全中學）
- 基隆市立中山高級中學（完全中學）

### 國民中學
- 基隆市立中山高級中學附設國民中學部
- 基隆市立中山高級中學附設國民中學部大德分校（原 基隆市立大德國民中學）
- 天主教輔大聖心高級中學附設國民中學部

### 國民小學
- 基隆市中山區中山國民小學
- 基隆市中山區中華國民小學
- 基隆市中山區仙洞國民小學
- 天主教輔大聖心高級中學附設國民小學
- 基隆市中山區中和國民小學
- 基隆市中山區港西國民小學
- 基隆市中山區德和國民小學

## 交通

### 鐵路
臺灣鐵路
- 縱貫線：基隆車站

### 公路
- 台2線：基金公路
- 台2己線：基隆港西岸聯外道路 (連接北二高)
- 港西高架橋：連接中山高速公路和基隆港西岸碼頭

### 地方幹道
- 西定路 - 復興路 - 文化路 - 中華路：中山區內環狀道路（日治時代闢建為戰備道路）
- 中山一路 - 中山二路 - 中山三路 - 光華路：西岸臨港道路
- 新西街、中和路：內木山及大竿林附近社區連外道路
- 文明路、協和街、湖海路（原 安中產業道路）：外木山海岸景觀道路
- 西定高架道路：中和路端 - 新西街平交口 - 安樂路端（連接港西聯外道路和中山高速公路）

### 公車路線
- 301線（太白莊）
- 302線（中山高中）
- 303線（大竿林）
- 304線（高遠新村）
- 305線（濱海大道）
- 306線（中平街）
- 307線（中和國小）
- 308線（外木山漁港）
- 310線（大武崙沙灘）

### 公路客運路線
- 1813D路線 - 基隆市快捷公車／中山區線（國光客運營運）

## 旅遊

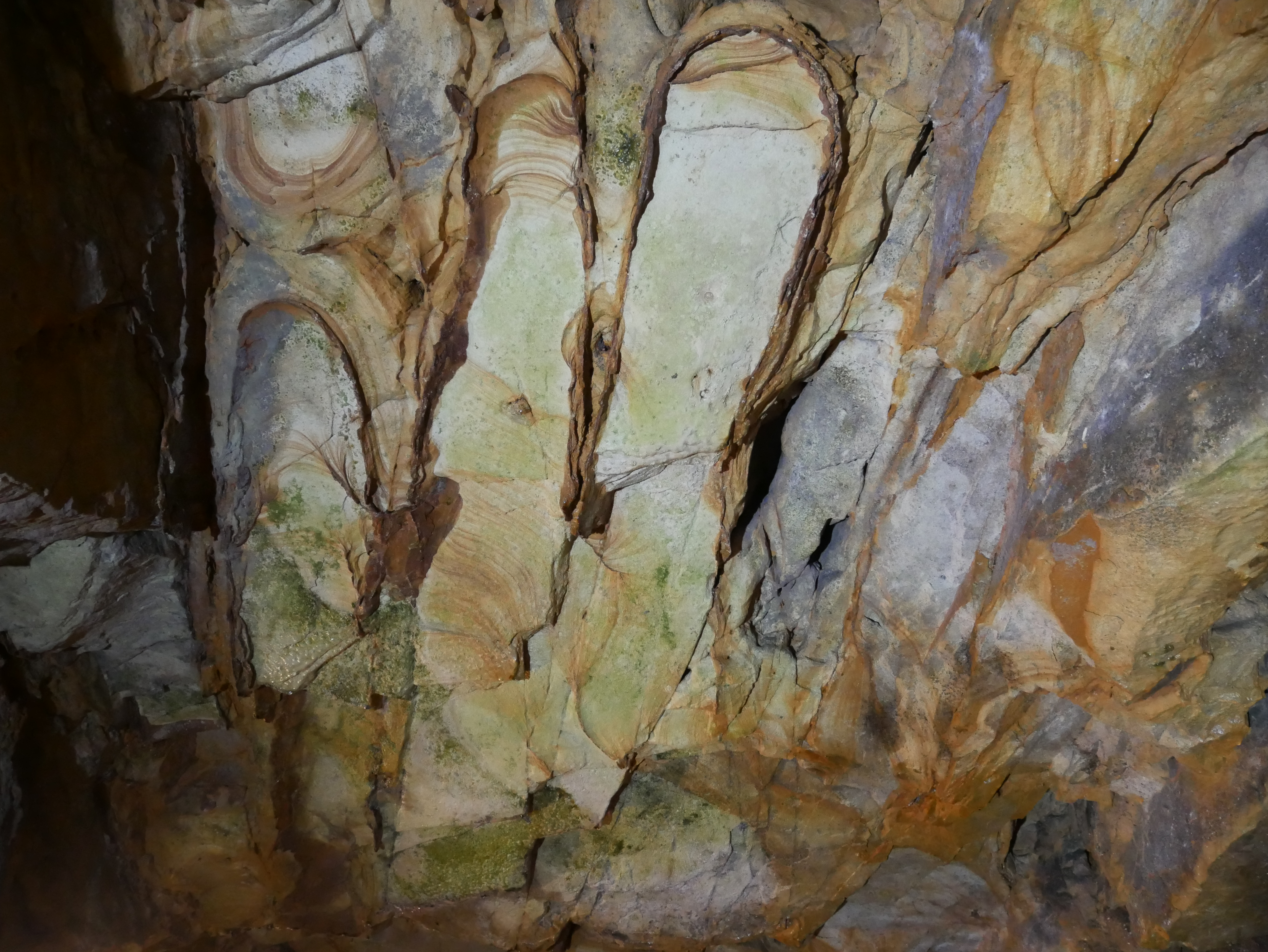
仙洞里佛手洞

- 虎仔山
- 仙洞巖
- 佛手洞
- 基隆聖安宮
- 白米甕砲台
- 光華塔
- 外木山海岸
- 淨因寺

## 外部連結
- 基隆市中山區公所 （页面存档备份，存于） （繁體中文）（英文）